# José Ignacio Fernández Palacios
José Ignacio Fernández Palacios, conocido como Nacho, (Foz, Lugo; 3 de febrero de 1967) es un exfutbolista español. Jugó de lateral izquierdo y extremo profesionalmente para el Celta de Vigo y la S. D. Compostela.

## Trayectoria
Nacho desarrolló toda su carrera en su Galicia natal. 
Formado en la cantera del Gran Peña Fútbol Club, jugó a partir de 1984 con el equipo superior de esa institución hasta que en 1986 fue adquirido por el RC Celta de Vigo. Gracias a ello tuvo la posibilidad de actuar en la Primera División de España desde 1987 hasta 1990. En el verano de 1992, luego de consagrarse campeón de la temporada 1991-92 de la Segunda División de España, fichó con el SD Compostela, club con el que ascendería a la Primera División en 1994 y para el que jugaría hasta su retiro en 2001.
Alejado de los campos de juego, se mantuvo en la órbita del fútbol profesional, desempeñándose como comentarista en retransmisiones deportivas en TVG y como entrenador de equipos como el CCD Cerceda, el SD Órdenes, el Alondras, el Negreira, y el CD Estradense.

### Clubes
| Club                  | País   | Año         |
| --------------------- | ------ | ----------- |
| Gran Peña Fútbol Club | España | 1984 - 1986 |
| RC Celta de Vigo      | España | 1986 - 1992 |
| SD Compostela         | España | 1992 - 2001 |

## Selección nacional
En el verano de 1995 corrió el rumor de que Javier Clemente convocaría a Nacho para integrar la selección de fútbol de España que disputaría la Eurocopa 1996. Sin embargo, unos meses antes, el jugador había concedido una entrevista al diario El País en la que aseguró que no tenía interés de jugar para ese equipo, ya que, por su militancia galleguista, su deseo y única meta como futbolista, era representar a Galicia.
En 2005, ya retirado de la actividad competitiva, recibió una convocatoria simbólica para formar parte de la selección de fútbol de Galicia que enfrentó a su par de Uruguay en el Estadio de San Lázaro.

## Palmarés
- Campeón de Segunda División de España - 1991/1992